# М'яз-зморщувач брови
М'яз-зморщувач брови (лат. Musculus corrugator supercilii) — м'яз голови що оточує окову щілину. Веде початок від кістки лобу, розташованої над слізною кісткою, та направляється вгору згідно надбровної дуги, де прикріплюється до шкіри бров. У цьому районі пучки м'язів переплітаються з м'язовими пучками надчерепних м'язів.

## Функція
Ця м'яз зближує брови і викликає утворення вертикальних зморшок в міжбровних проміжках над переніссям.